# Неофит Никейский
Неофит Никейский (ум. в 303—305 г. в возрасте 15 лет) — православный святой. День памяти 21 января по старому стилю, 3 февраля по новому стилю.
Родился в вифинском городе Никее в семье богобоязненных христиан Феодула и Флоренции. В возрасте 10 лет стал чудотворцем: извлекал воду из камней городской стены ударом руки и поил этой водой страдавших жаждой. Согласно житию святого, однажды в жилище Неофита явился голубь, чтобы открыть юноше его предназначение. Голубь показал Неофиту путь в пещеру льва на горе Олимп. В этой пещере Неофит прожил до 15 лет, лишь однажды спустившись в родной город, чтобы похоронить родителей и раздать имущество беднякам. Во время великого гонения Диоклитиана Неофит добровольно явился в Никею и начал обличать языческую веру. Пришедшие в ярость гонители повесили святого на дереве, били его воловьими жилами и строгали тело железом. Затем бросили его в раскаленную печь, однако спустя 3 дня и 3 ночи Неофит остался невредимым и по-прежнему отказывался отступить от своей веры. Гонители убили Неофита, вонзив копье ему в грудь.
В честь святого мученика Неофита в 390 году была возведена базилика, которую позднее затопило озеро Изник.